# Pompeu Silvà
|  | Sobre la seva identitat amb un procònsol d'Àfrica, vegeu Pomponi Silvà. |

Pompeu Silvà (en llatí Pompeius Silvanus) va ser un magistrat romà. Formava part de la gens Pompeia, una antiga família romana.
Va ser cònsol sufecte sota l'emperador Claudi l'any 45 segons els Fasti. Probablement és el mateix personatge que Pompeu o Poppeu Silvà, un home de rang consular, que governava Dalmàcia l'any 68 a la mort de Neró, i que Tàcit descriu com a ric i vell. aquest Poppeu Silvà es va declarar a favor de Vespasià, però pràcticament no va participar en la lluita. Va entrar a Roma amb altres generals de Vespasià i va ser nomenat pel senat com a superintendent de la moneda, per revisar els diners que l'estat obtindria dels ciutadans privats.